# Habenaria

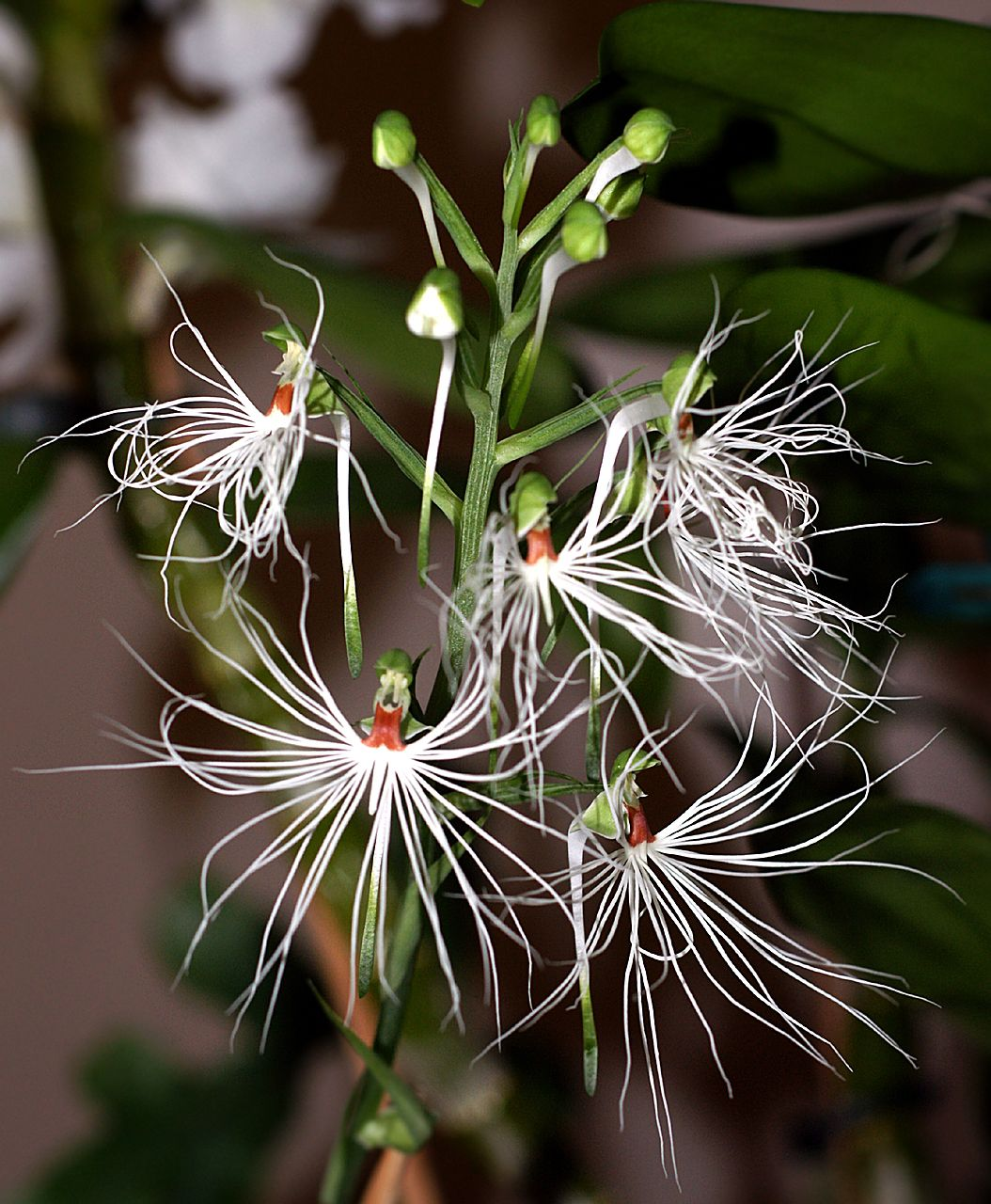
Habenaria medusa

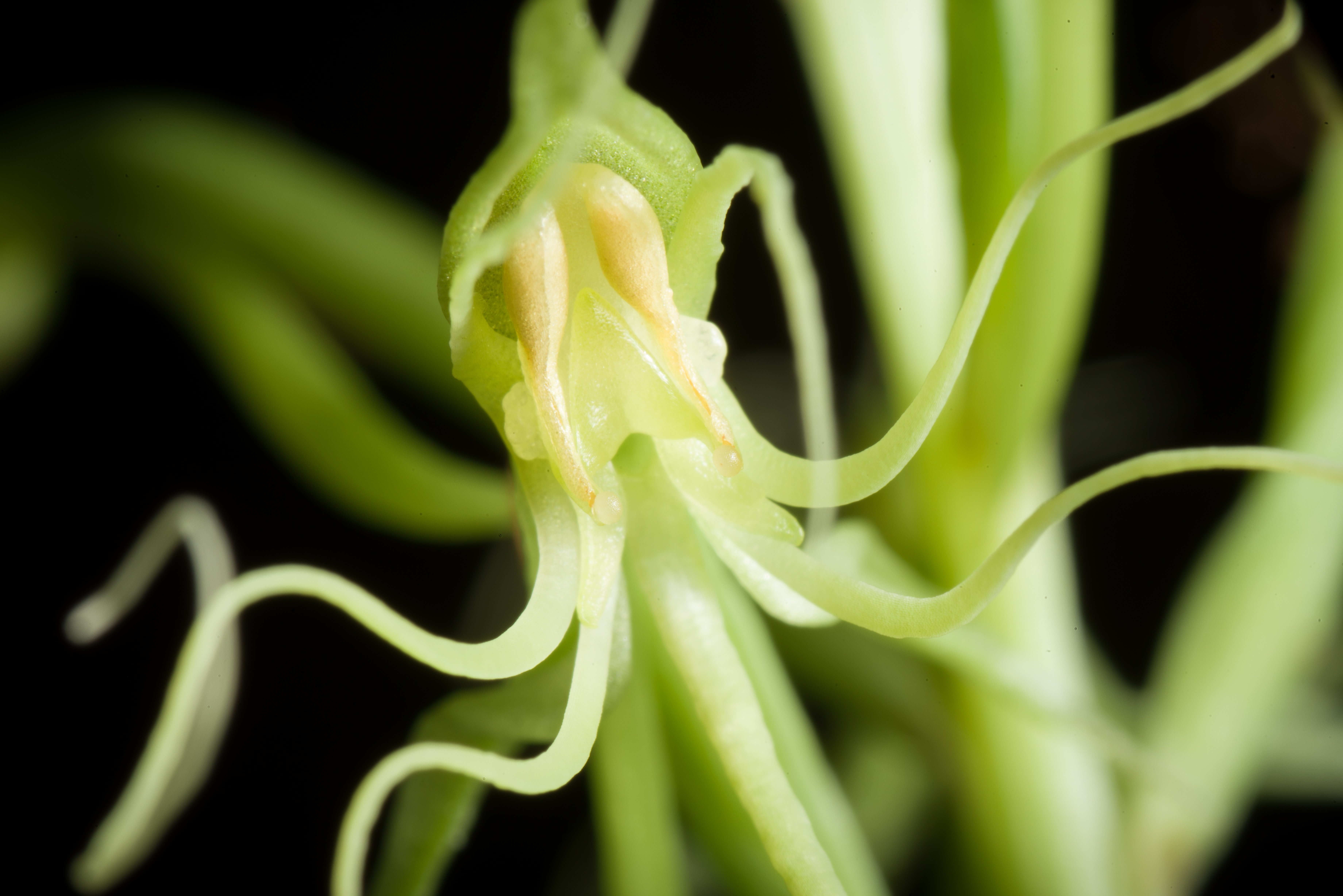
Habenaria pantlingiana

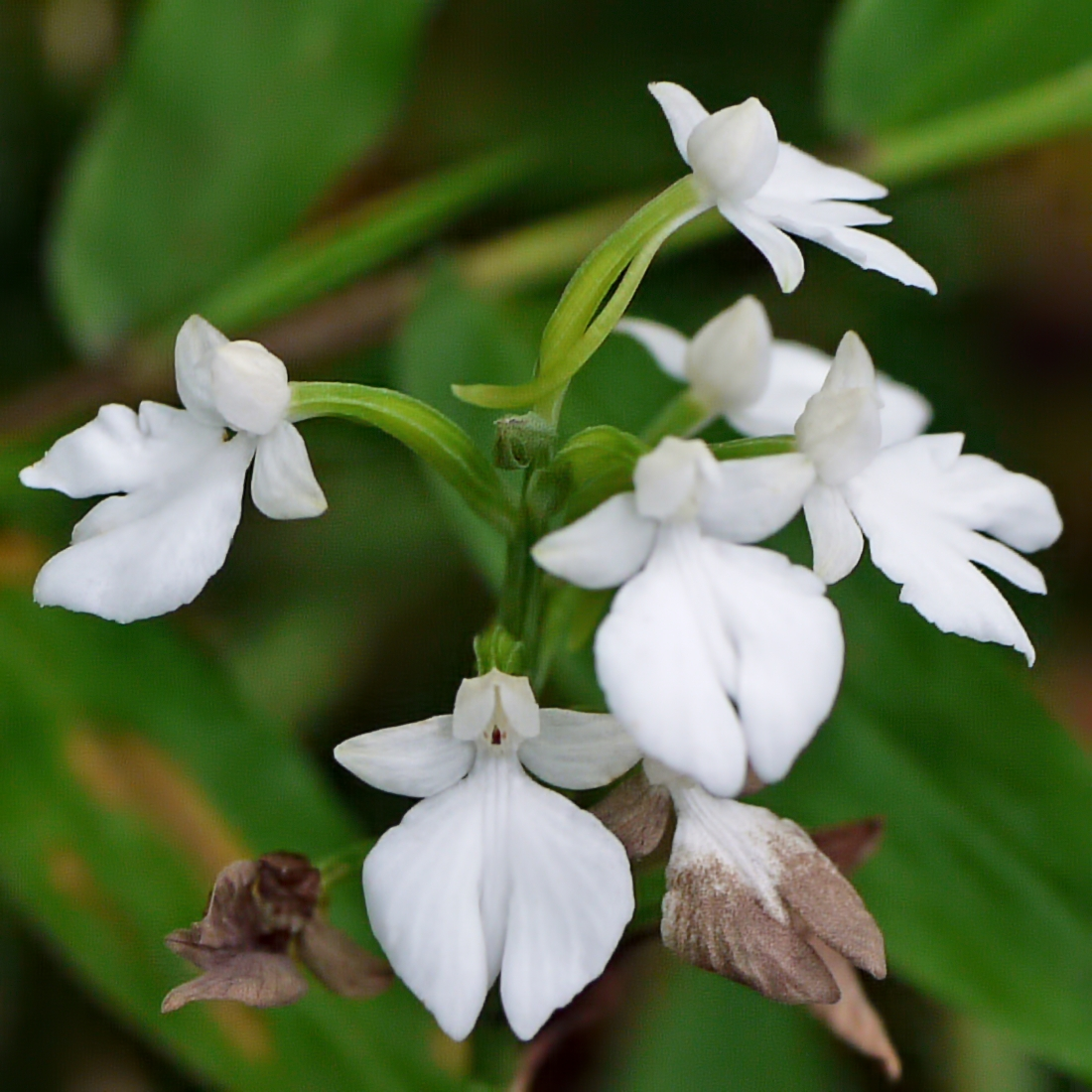
Habenaria plantaginea

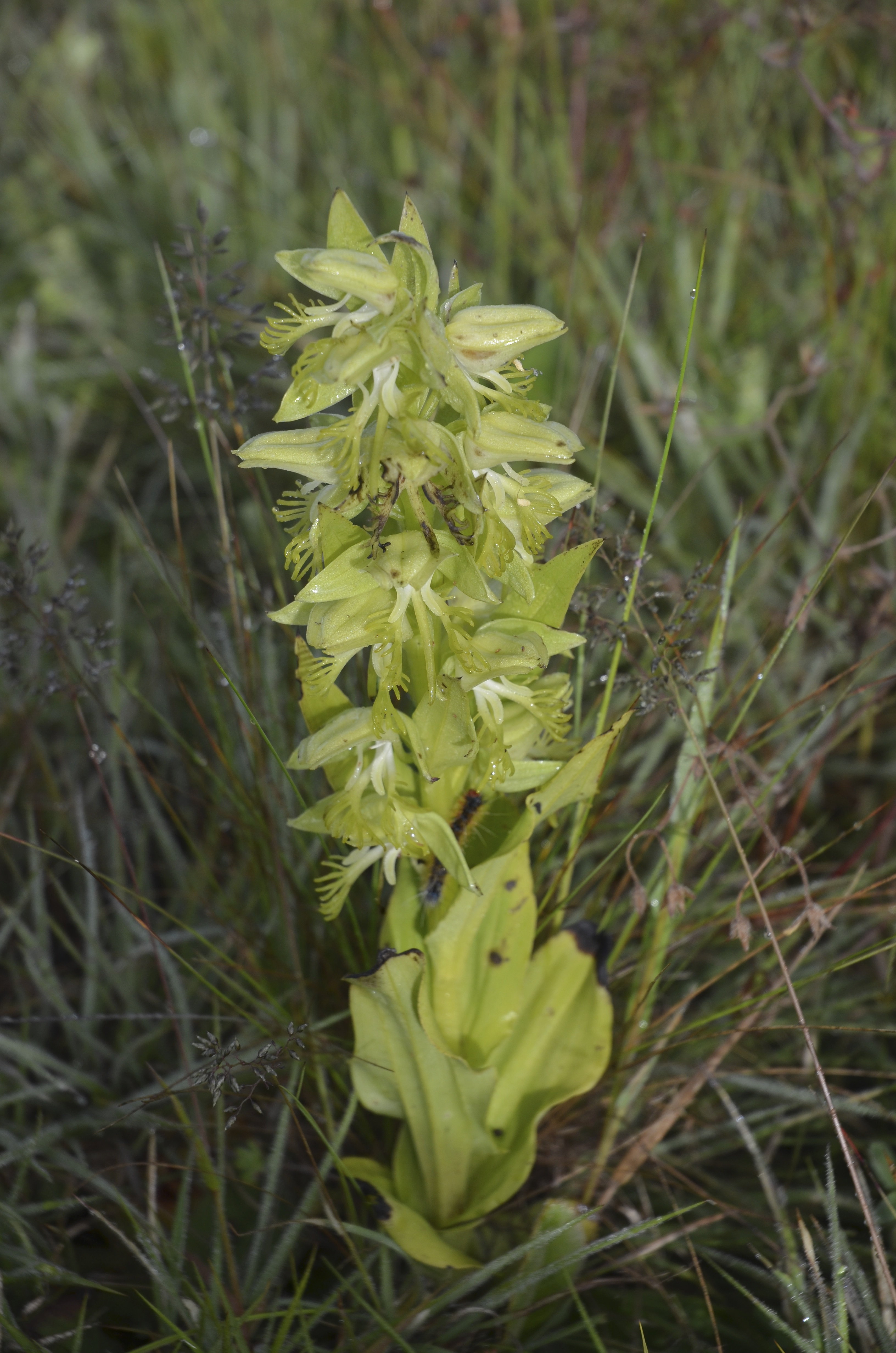
Habenaria praestans

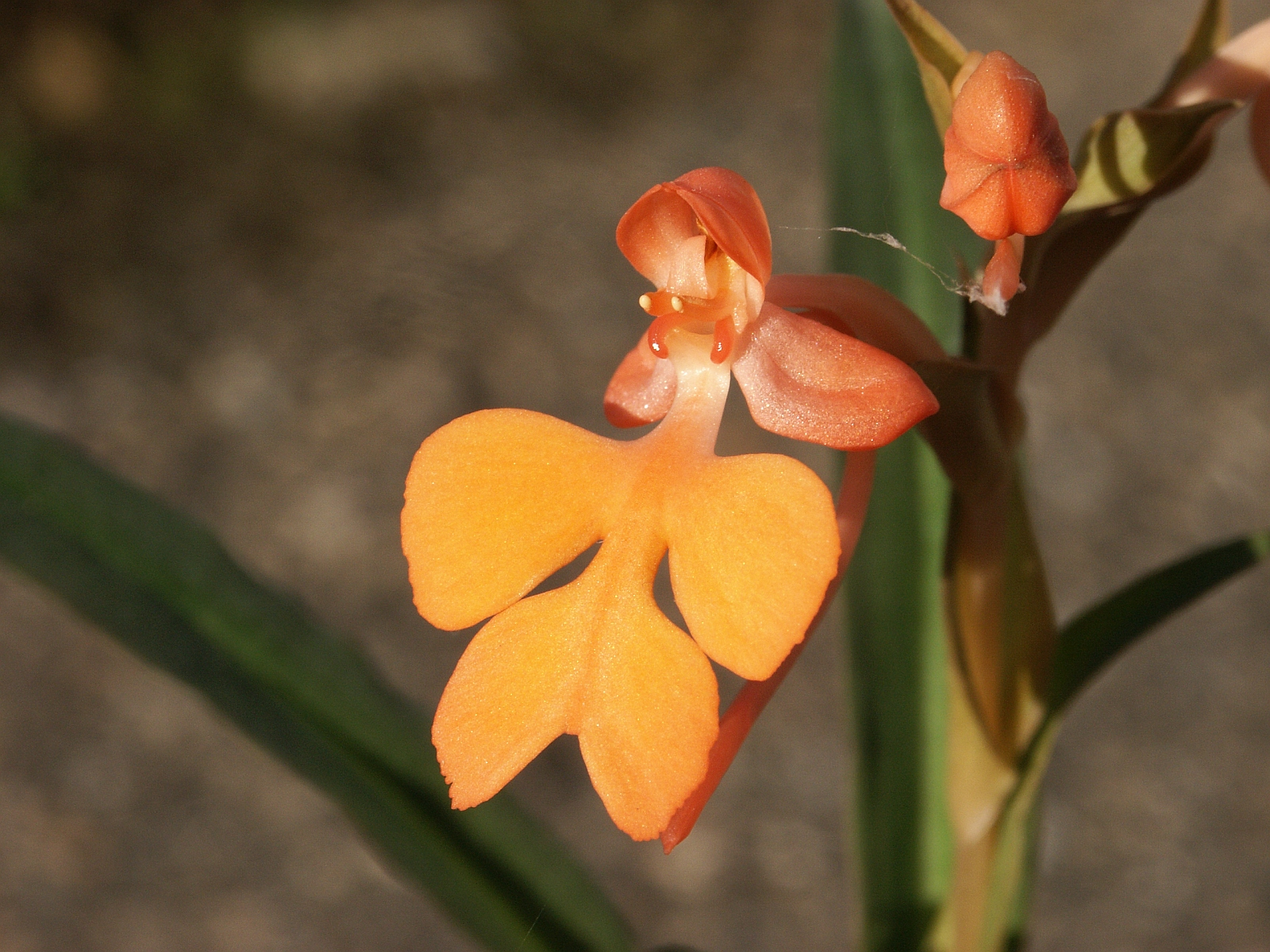
Habenaria rhodocheila

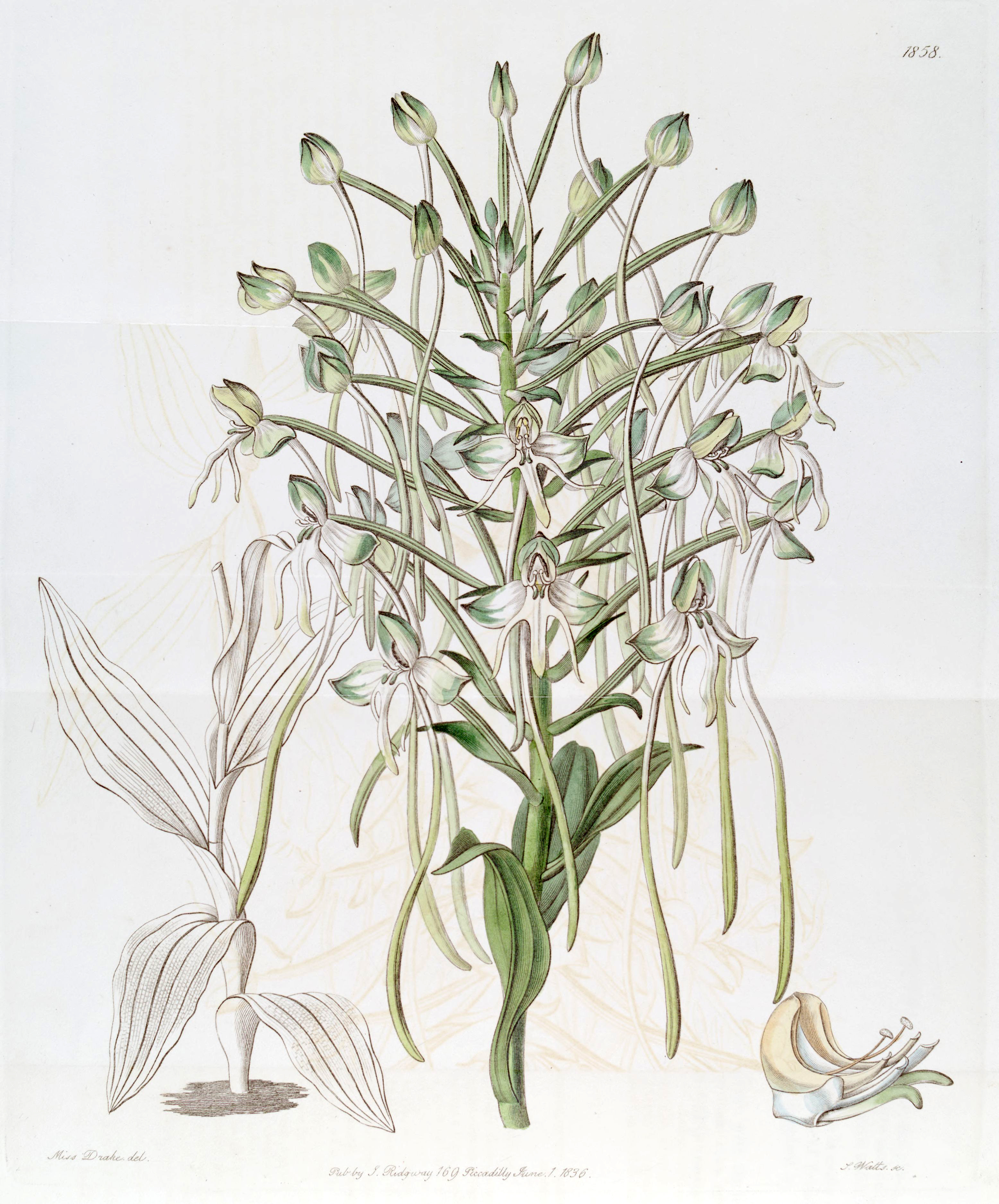
Habenaria procera

Habenaria – rodzaj roślin z rodziny storczykowatych (Orchidaceae). Obejmuje prawie 900 gatunków występujących w Afryce, Ameryce Północnej i Południowej, Azji, Australii i Oceanii. 
Rośliny występują w takich krajach i regionach jak: Stany Zjednoczone, Afganistan, Andamany, Angola, Argentyna, Asam, Bahamy, Bangladesz, Belize, Benin, Archipelag Bismarcka, Boliwia, Borneo, Botswana, Brazylia, Burkina Faso, Burundi, Kambodża, Kamerun, Republika Środkowoafrykańska, Czad, Chile, Chiny, Kolumbia, Komory, Kongo, Wyspy Cooka, Kostaryka, Kuba, Dominikana, Himalaje, Ekwador, Salwador, Gwinea Równikowa, Erytrea, Etiopia, Fidżi, Gujana Francuska, Gabon, Wyspy Galapagos, Ghana, Gwatemala, Gwinea, Gwinea Bissau, Gujana, Hajnan, Honduras, Indie, Wybrzeże Kości Słoniowej, Jamajka, Japonia, Kenia, Jawa, Półwysep Koreański, Laos, Leeward Islands, Małe Wyspy Sundajskie, Mali, Malezja Zachodnia, Moluki, Mauritius, Meksyk, Mozambik, Mjanma, Namibia, Riukiu, Nepal, Nowa Kaledonia, Nowa Gwinea, Nikaragua, Nikobary, Nigeria, Oman, Pakistan, Panama, Paragwaj, Peru, Filipiny, Portoryko, Rwanda, Reunion, Samoa, Senegal, Sierra Leone, Wyspy Towarzystwa, Wyspy Salomona, Sri Lanka, Sudan, Celebes, Sumatra, Surinam, Eswatini, Tajwan, Tanzania, Tajlandia, Togo, Trynidad i Tobago, Tybet, Uganda, Urugwaj, Vanuatu, Wenezuela, Wietnam, Himalaje, Australia Zachodnia, Windward Islands, Jemen, Zimbabwe, Republika Południowej Afryki, Demokratyczna Republika Konga.
Rodzaj uznany jest za wymarły w Republice Zielonego Przylądka. Rodzaj został introdukowany na Hawajach.

## Systematyka
Rodzaj sklasyfikowany do podplemienia Orchidinae w plemieniu Orchideae, podrodzina storczykowe (Orchidoideae), rodzina storczykowate (Orchidaceae), rząd szparagowce (Asparagales) w obrębie roślin jednoliściennych.
Wykaz gatunków
- Habenaria aberrans Schltr.
- Habenaria abortiens Lindl.
- Habenaria acalcarata Espejo & López-Ferr.
- Habenaria achalensis Kraenzl.
- Habenaria achnantha Rchb.f.
- Habenaria achroantha Schltr.
- Habenaria acianthoides Schltr.
- Habenaria acuifera Wall. ex Lindl.
- Habenaria acuminata (Thwaites) Trimen
- Habenaria acuticalcar H.Perrier
- Habenaria adenantha A.Rich. & Galeotti
- Habenaria adolphi Schltr.
- Habenaria aethiopica S.Thomas & P.J.Cribb
- Habenaria agapitae R.González & Reynoso
- Habenaria agasthyamalaiana Jalal, Jayanthi & P.Suresh Kumar
- Habenaria agrestis R.González & Cuev.-Fig.
- Habenaria aguirrei R.González & Cuev.-Fig.
- Habenaria aitchisonii Rchb.f.
- Habenaria alagensis Ames
- Habenaria alata Hook.
- Habenaria albidorubra J.J.Sm.
- Habenaria alinae Szlach.
- Habenaria alishanensis T.P.Lin & D.M.Huang
- Habenaria alpestris Cogn.
- Habenaria alta Ridl.
- Habenaria alterosula Snuv. & Westra
- Habenaria altior Rendle
- Habenaria amalfitana F.Lehm. & Kraenzl.
- Habenaria amambayensis Schltr.
- Habenaria amboinensis J.J.Sm.
- Habenaria ambositrana Schltr.
- Habenaria amoena Summerh.
- Habenaria amplexicaulis Rolfe ex Downie
- Habenaria amplifolia Cheeseman
- Habenaria anaphysema Rchb.f.
- Habenaria andamanica Hook.f.
- Habenaria anguiceps Bolus
- Habenaria angustissima Summerh.
- Habenaria anisitsii Kraenzl.
- Habenaria ankylocentron Schuit. & J.J.Verm.
- Habenaria anomaliflora Kurzweil & Chantanaorr.
- Habenaria antennifera A.Rich.
- Habenaria apetala Gagnep.
- Habenaria apiculata Summerh.
- Habenaria arachnoides Thouars
- Habenaria araneiflora Barb.Rodr.
- Habenaria aranifera Lindl.
- Habenaria arecunarum Schltr.
- Habenaria arenaria Lindl.
- Habenaria arenata G.A.Romero & J.A.N.Bat.
- Habenaria argentea P.J.Cribb
- Habenaria arianae Geerinck
- Habenaria aricaensis Hoehne
- Habenaria arietina Hook.f.
- Habenaria aristulifera Rchb.f.
- Habenaria armata Rchb.f.
- Habenaria armatissima Rchb.f.
- Habenaria atrata R.González & Cuev.-Fig.
- Habenaria atrocalcarata R.González & Cuev.-Fig.
- Habenaria attenuata Hook.f.
- Habenaria auriculiloba J.J.Sm.
- Habenaria australis J.A.N.Bat., Vale & Menini
- Habenaria austrosinensis Tang & F.T.Wang
- Habenaria avana Hook.f.
- Habenaria avicula Schltr.
- Habenaria aviculoides Ames & C.Schweinf.
- Habenaria ayangannensis Renz
- Habenaria bacata Dressler
- Habenaria backeri J.J.Sm.
- Habenaria baeuerlenii F.Muell. & Kraenzl.
- Habenaria bahiensis Schltr.
- Habenaria balansae Cogn.
- Habenaria balfouriana Schltr.
- Habenaria baliensis J.J.Sm.
- Habenaria balimensis Ormerod
- Habenaria bangii Schltr.
- Habenaria bantamensis J.J.Sm.
- Habenaria barbata Wight ex Hook.f.
- Habenaria barbertoni Kraenzl. & Schltr.
- Habenaria barnesii Summerh. ex C.E.C.Fisch.
- Habenaria barrina Ridl.
- Habenaria batesii la Croix
- Habenaria bathiei Schltr.
- Habenaria beccarii Schltr.
- Habenaria beharensis Bosser
- Habenaria belloi Schltr.
- Habenaria bequaertii Summerh.
- Habenaria bermejoensis Schltr.
- Habenaria bertauxiana Szlach. & Olszewski
- Habenaria bicolor Conrath & Kraenzl.
- Habenaria bicornis Lindl.
- Habenaria binghamii G.Will.
- Habenaria boadanensis Ames
- Habenaria boiviniana Kraenzl. & Schltr.
- Habenaria boliviana Rchb.f.
- Habenaria bonateoides Ponsie
- Habenaria bongensium Rchb.f.
- Habenaria bosseriana Szlach. & Olszewski
- Habenaria bougainvilleae Renz
- Habenaria brachydactyla J.A.N.Bat. & Bianch.
- Habenaria brachyphylla (Lindl.) Aitch.
- Habenaria brachyphyton Schltr. ex Mansf.
- Habenaria brachyplectron Hoehne & Schltr.
- Habenaria bracteosa Hochst. ex A.Rich.
- Habenaria bractescens Lindl.
- Habenaria brevidens Lindl.
- Habenaria brevilabiata A.Rich. & Galeotti
- Habenaria brittonae Ames
- Habenaria brownelliana Catling
- Habenaria buettneriana Kraenzl.
- Habenaria burttii Summerh.
- Habenaria busseana Kraenzl.
- Habenaria caffra Schltr.
- Habenaria calcicola Aver.
- Habenaria caldensis Kraenzl.
- Habenaria calicis R.González
- Habenaria calvilabris Summerh.
- Habenaria campylogyna J.A.N.Bat. & Bianch.
- Habenaria canastrensis J.A.N.Bat. & B.M.Carvalho
- Habenaria candolleana Cogn.
- Habenaria cardiostigmatica J.A.N.Bat. & Bianch.
- Habenaria carinata Span.
- Habenaria carlotae Dressler
- Habenaria carnea Weathers
- Habenaria carvajaliana R.González & Cuevas-Figueroa
- Habenaria casillasii R.González & Cuev.-Fig.
- Habenaria castroi R.González & Cuevas-Figueroa
- Habenaria cataphysema Rchb.f.
- Habenaria caucana Schltr.
- Habenaria cauda-porcelli Schuit. & J.J.Verm.
- Habenaria cavatibrachia Summerh.
- Habenaria celebica Kraenzl.
- Habenaria cephalotes Lindl.
- Habenaria cerea Blatt. & McCann
- Habenaria chirensis Rchb.f.
- Habenaria chlorina C.S.P.Parish & Rchb.f.
- Habenaria chlorosepala D.L.Jones
- Habenaria christianii Schltr.
- Habenaria ciliatisepala J.A.N.Bat. & Bianch.
- Habenaria ciliolaris Kraenzl.
- Habenaria ciliosa Lindl.
- Habenaria cirrhata (Lindl.) Rchb.f.
- Habenaria clareae Hermans
- Habenaria clavata (Lindl.) Rchb.f.
- Habenaria clypeata Lindl.
- Habenaria cochleicalcar Bosser
- Habenaria coeloglossoides Summerh.
- Habenaria cogniauxiana Kraenzl.
- Habenaria commelinifolia (Roxb.) Wall. ex Lindl.
- Habenaria comorensis H.Perrier
- Habenaria compta Summerh.
- Habenaria congesta Ames
- Habenaria conopodes Ridl.
- Habenaria conopsea Rchb.f.
- Habenaria contrerasii R.González & Cuev.-Fig.
- Habenaria cornuta Lindl.
- Habenaria cornutella Summerh.
- Habenaria cortesii R.González & Cuev.-Fig.
- Habenaria corticicola W.W.Sm.
- Habenaria corydophora Rchb.f.
- Habenaria corymbosa C.S.P.Parish & Rchb.f.
- Habenaria costaricensis Schltr.
- Habenaria coultousii Barretto
- Habenaria coxipoensis Hoehne
- Habenaria crassicornis Lindl.
- Habenaria crassilabia Kraenzl.
- Habenaria cribbiana Szlach. & Olszewski
- Habenaria crinifera Lindl.
- Habenaria crocodilium Hermans
- Habenaria cruciata J.J.Sm.
- Habenaria crucifera Rchb.f. & Warm.
- Habenaria cruciformis Ohwi
- Habenaria cruegeri Cogn.
- Habenaria cryptophila Barb.Rodr.
- Habenaria cualensis R.González & Cuev.-Fig.
- Habenaria cuevasiana R.González & Cuevas-Figueroa
- Habenaria culicina Rchb.f. & Warm.
- Habenaria culmiformis Schltr.
- Habenaria cultellifolia Barb.Rodr.
- Habenaria cultrata A.Rich.
- Habenaria cultriformis Kraenzl.
- Habenaria culveri Schltr.
- Habenaria curranii Ames
- Habenaria curvicalcar J.J.Sm.
- Habenaria curvilabra Barb.Rodr.
- Habenaria dalzielii Summerh.
- Habenaria davidii Franch.
- Habenaria debeerstiana Kraenzl.
- Habenaria decaptera Rchb.f.
- Habenaria decaryana H.Perrier
- Habenaria decorata Hochst. ex A.Rich.
- Habenaria decumbens S.Thomas & P.J.Cribb
- Habenaria decurvirostris Summerh.
- Habenaria delavayi Finet
- Habenaria demissa Schltr.
- Habenaria dentata (Sw.) Schltr.
- Habenaria denticulata Rchb.f.
- Habenaria dentifera C.Schweinf.
- Habenaria dentirostrata Tang & F.T.Wang
- Habenaria depressifolia Hoehne
- Habenaria devogeliana Kolan., Szlach., Kras & S.Nowak
- Habenaria dichopetala Thwaites
- Habenaria diffusa A.Rich. & Galeotti
- Habenaria digitata Lindl.
- Habenaria dinklagei Kraenzl.
- Habenaria diphylla (Nimmo) Dalzell
- Habenaria diplonema Schltr.
- Habenaria diselloides Schltr.
- Habenaria disparilis Summerh.
- Habenaria distans Griseb.
- Habenaria distantiflora A.Rich.
- Habenaria ditricha Hook.f.
- Habenaria divaricata R.S.Rogers & C.T.White
- Habenaria divergens Summerh.
- Habenaria dives Rchb.f.
- Habenaria dolichostachya Thwaites
- Habenaria dracaenifolia Schltr.
- Habenaria dregeana Lindl.
- Habenaria drepanodes Renz ex Kolan., S.Nowak & Szlach.
- Habenaria drepanopetala Pabst
- Habenaria dressleri J.M.H.Shaw
- Habenaria dryadum Schltr.
- Habenaria dusenii Schltr.
- Habenaria dutrae Schltr.
- Habenaria eatoniana R.González & Cuev.-Fig.
- Habenaria edgarii Summerh.
- Habenaria edwallii Cogn.
- Habenaria egleriana J.A.N.Bat. & Bianch.
- Habenaria egregia Summerh.
- Habenaria ekmaniana Kraenzl.
- Habenaria elatius Ridl.
- Habenaria elliptica Wight
- Habenaria elongata R.Br.
- Habenaria elwesii Hook.f.
- Habenaria engleriana Kraenzl.
- Habenaria ensifolia Lindl.
- Habenaria ensigera Renz
- Habenaria entomantha (Lex.) Lindl.
- Habenaria epipactidea Rchb.f.
- Habenaria ernesti-ulei Hoehne
- Habenaria ernestii Schltr.
- Habenaria ernstii Schltr.
- Habenaria erostrata Tang & F.T.Wang
- Habenaria espinhacensis J.A.N.Bat. & A.A.Vale
- Habenaria euryloba D.L.Jones
- Habenaria eustachya Rchb.f.
- Habenaria exaltata Barb.Rodr.
- Habenaria excelsa S.Thomas & P.J.Cribb
- Habenaria exilis D.L.Jones
- Habenaria falcata G.Will.
- Habenaria falcatopetala Seidenf.
- Habenaria falcicornis (Lindl.) Bolus
- Habenaria falcigera Rchb.f.
- Habenaria falciloba Summerh.
- Habenaria fargesii Finet
- Habenaria felipensis Ames
- Habenaria ferdinandi Schltr.
- Habenaria ferkoana Schltr.
- Habenaria filicornis Lindl.
- Habenaria filifera S.Watson
- Habenaria fimbriatiloba Kolan.
- Habenaria finetiana Schltr.
- Habenaria flabelliformis Summerh. ex C.E.C.Fisch.
- Habenaria flaccifolia Schltr.
- Habenaria flexuosa Lindl.
- Habenaria floribunda Lindl.
- Habenaria fluminensis Hoehne
- Habenaria foliosa A.Rich.
- Habenaria fordii Rolfe
- Habenaria foxii Ridl.
- Habenaria frappieri J.-B.Castillon & P.Bernet
- Habenaria fulva Tang & F.T.Wang
- Habenaria furcifera Lindl.
- Habenaria fuscina D.L.Jones
- Habenaria galactantha Kraenzl.
- Habenaria galeandriformis Hoehne
- Habenaria galipanensis Kraenzl.
- Habenaria galpinii Bolus
- Habenaria garayana Szlach. & Olszewski
- Habenaria geerinckiana (Schaijes) Geerinck
- Habenaria genuflexa Rendle
- Habenaria gibsonii Hook.f.
- Habenaria gilbertii S.Thomas & P.J.Cribb
- Habenaria giriensis J.J.Sm.
- Habenaria glaucifolia Bureau & Franch.
- Habenaria glaucophylla Barb.Rodr.
- Habenaria glazioviana Kraenzl. ex Cogn.
- Habenaria godefroyi Rchb.f.
- Habenaria goetzeana Kraenzl.
- Habenaria gollmeri Schltr.
- Habenaria gonatosiphon Summerh.
- Habenaria gonzaleztamayoi García-Cruz, R.Jiménez & L.Sánchez
- Habenaria gourlieana Gillies ex Lindl.
- Habenaria goyazensis Cogn.
- Habenaria gracilisegmenta Engels & J.A.N.Bat.
- Habenaria grandifloriformis Blatt. & McCann
- Habenaria greenwoodiana R.González
- Habenaria guadalajarana S.Watson
- Habenaria guaraensis J.A.N.Bat. & Bianch.
- Habenaria guentheriana Kraenzl.
- Habenaria guilleminii Rchb.f.
- Habenaria gustavo-edwallii Hoehne
- Habenaria haareri Summerh.
- Habenaria habenarioides (Hoehne) R.E.Nogueira & R.J.V.Alves
- Habenaria halata D.L.Jones
- Habenaria hallbergii Blatt. & McCann
- Habenaria hamata Barb.Rodr.
- Habenaria hannae Szlach.
- Habenaria harderi Aver. & Averyanova
- Habenaria harmsiana Schltr.
- Habenaria harroldii D.L.Jones
- Habenaria hassleriana Cogn. ex Chodat & Hassl.
- Habenaria hastata Seidenf.
- Habenaria hatschbachii Pabst
- Habenaria hebes la Croix & P.J.Cribb
- Habenaria heleogena Schltr.
- Habenaria helicoplectrum Summerh.
- Habenaria henscheniana Barb.Rodr.
- Habenaria heptadactyla Rchb.f.
- Habenaria heringeri Pabst
- Habenaria hermannjosef-rothii Eb.Fisch., Killmann, Leh, Lebel & Delep.
- Habenaria herminioides Kraenzl.
- Habenaria hewittii Ridl.
- Habenaria hexaptera Lindl.
- Habenaria heyneana Lindl.
- Habenaria hieronymi Kraenzl.
- Habenaria hilsenbergii Ridl.
- Habenaria hippocrepica J.A.N.Bat. & Bianch.
- Habenaria hirsutissima Summerh.
- Habenaria hirsutitrunci G.Will.
- Habenaria hollandiana Santapau
- Habenaria hologlossa Summerh.
- Habenaria holothrix Schltr.
- Habenaria holotricha Gagnep.
- Habenaria holubii Rolfe
- Habenaria horaliae R.González
- Habenaria horsfieldiana Kraenzl.
- Habenaria hosseusii Schltr.
- Habenaria huberi Carnevali & G.Morillo
- Habenaria huillensis Rchb.f.
- Habenaria humbertii Szlach. & Olszewski
- Habenaria humidicola Rolfe
- Habenaria humilior Rchb.f.
- Habenaria hydrophila Barb.Rodr.
- Habenaria hymenophylla Schltr.
- Habenaria ibarrae R.González
- Habenaria ichneumonea (Sw.) Lindl.
- Habenaria idroboi Szlach. & Kolan.
- Habenaria imbricata Lindl.
- Habenaria inaequiloba Schltr.
- Habenaria incarnata (Lyall ex Lindl.) Rchb.f.
- Habenaria incompta Kraenzl.
- Habenaria inexspectata R.González & Cuev.-Fig.
- Habenaria insolita Summerh.
- Habenaria insularis Schltr.
- Habenaria integrilabris J.J.Sm.
- Habenaria integripetala Cogn.
- Habenaria intermedia D.Don
- Habenaria irazuensis Schltr.
- Habenaria irwiniana J.A.N.Bat. & Bianch.
- Habenaria isoantha Schltr.
- Habenaria itaculumia Garay
- Habenaria itatiayae Schltr.
- Habenaria ituriensis (Szlach. & Olszewski) ined.
- Habenaria ixtlanensis E.W.Greenw.
- Habenaria jacobii Summerh.
- Habenaria jaegeri Summerh.
- Habenaria jaguariahyvae Kraenzl.
- Habenaria jaliscana S.Watson
- Habenaria janellehayneana Choltco, B.Moloney & Yong Gee
- Habenaria jardeliana R.González & Cuevas-Figueroa
- Habenaria javanica Kraenzl.
- Habenaria johannae Kraenzl.
- Habenaria johannensis Barb.Rodr.
- Habenaria jordanensis (Leite) Garay
- Habenaria josephensis Barb.Rodr.
- Habenaria juruenensis Hoehne
- Habenaria kabompoensis G.Will.
- Habenaria kariniae R.González & Cuevas-Figueroa
- Habenaria kassneriana Kraenzl.
- Habenaria katangensis Summerh.
- Habenaria keayi Summerh.
- Habenaria keniensis Summerh.
- Habenaria keralensis K.Prasad
- Habenaria keyensis Schltr.
- Habenaria khakhaengensis Makerd & Kurzweil
- Habenaria khasiana Hook.f.
- Habenaria kilimanjari Rchb.f.
- Habenaria kingii Hook.f.
- Habenaria kjellbergii J.J.Sm.
- Habenaria kleinii Menini & J.A.N.Bat.
- Habenaria kolweziensis Geerinck & Schaijes
- Habenaria koordersii J.J.Sm.
- Habenaria kornasiana Szlach.
- Habenaria kornasiorum Szlach. & Olszewski
- Habenaria korthalsiana Kraenzl.
- Habenaria kraenzliniana Schltr.
- Habenaria kraenzlinii J.M.H.Shaw
- Habenaria kyimbilae Schltr.
- Habenaria lactiflora A.Rich. & Galeotti
- Habenaria laevigata Lindl.
- Habenaria lamii J.J.Sm.
- Habenaria lancifolia A.Rich.
- Habenaria langenheimii Szlach. & Kolan.
- Habenaria lankesteri Ames
- Habenaria lastelleana Kraenzl.
- Habenaria laurentii De Wild.
- Habenaria lavrensis Hoehne
- Habenaria leandriana Bosser
- Habenaria lecardii Kraenzl.
- Habenaria lefebureana (A.Rich.) T.Durand & Schinz
- Habenaria lehiae Eb.Fisch., Killmann, Leh, Lebel & Delep.
- Habenaria lehmanniana Kraenzl.
- Habenaria leibergii Ames
- Habenaria lelyi Summerh.
- Habenaria leon-ibarrae R.Jiménez & Carnevali
- Habenaria leonensis Kraenzl. ex T.Durand & Schinz
- Habenaria leprieurii Rchb.f.
- Habenaria leptantha Schltr.
- Habenaria leptoceras Hook.
- Habenaria leptoloba Benth.
- Habenaria leptophylla (Renz) D.L.Jones
- Habenaria letestuana Szlach. & Olszewski
- Habenaria letouzeyana (Szlach. & Olszewski) P.J.Cribb & Stévart
- Habenaria leucoceras Schltr.
- Habenaria leucosantha Barb.Rodr.
- Habenaria leucotricha Schltr.
- Habenaria lewallei Geerinck
- Habenaria libeniana Geerinck
- Habenaria ligulata C.Schweinf.
- Habenaria limprichtii Schltr.
- Habenaria lindblomii Schltr.
- Habenaria lindleyana Steud.
- Habenaria linearifolia Maxim.
- Habenaria linearis King & Pantl.
- Habenaria linguella Lindl.
- Habenaria linguicruris Rchb.f.
- Habenaria linguiformis Summerh.
- Habenaria lingulosa Ames
- Habenaria linifolia C.Presl
- Habenaria lisenarum G.A.Romero & J.A.N.Bat.
- Habenaria lisowskiana Geerinck
- Habenaria lisowskii Szlach.
- Habenaria lithophila Schltr.
- Habenaria livingstoniana la Croix & P.J.Cribb
- Habenaria lizbethae R.González & Cuevas-Figueroa
- Habenaria lobbii Rchb.f.
- Habenaria loerzingii J.J.Sm.
- Habenaria loloorum Schltr.
- Habenaria longa Cordem.
- Habenaria longicauda Hook.
- Habenaria longicorniculata J.Graham
- Habenaria longicornu Lindl.
- Habenaria longifolia Buch.-Ham. ex Lindl.
- Habenaria longipedicellata Hoehne
- Habenaria longiracema Fukuy.
- Habenaria longirostris Summerh.
- Habenaria longitheca Seidenf.
- Habenaria lucaecapensis Fernald
- Habenaria lucida Wall. ex Lindl.
- Habenaria ludibundiciliata J.A.N.Bat. & Bianch.
- Habenaria luegiana (Kras & Szlach.) J.M.H.Shaw
- Habenaria luentensis Szlach. & Olszewski
- Habenaria luetzelburgii Schltr.
- Habenaria luquanensis G.W.Hu
- Habenaria luzmariana R.González
- Habenaria macilenta (Lindl.) Rchb.f.
- Habenaria macraithii Lavarack
- Habenaria macrandra Lindl.
- Habenaria macrantha Hochst. ex A.Rich.
- Habenaria macroceratitis Willd.
- Habenaria macrodactyla Kraenzl.
- Habenaria macronectar (Vell.) Hoehne
- Habenaria macroplectron Schltr.
- Habenaria macrostachya Lindl.
- Habenaria macrostele Summerh.
- Habenaria macrotidion Summerh.
- Habenaria macrura Kraenzl.
- Habenaria macruroides Summerh.
- Habenaria maculosa Lindl.
- Habenaria macvaughiana R.González
- Habenaria maderoi Schltr.
- Habenaria magdalenensis Hoehne
- Habenaria magistrae Carvajal & L.M.González
- Habenaria magnibracteata R.González & Cuev.-Fig.
- Habenaria magnifica Fritsch
- Habenaria magnirostris Summerh.
- Habenaria magniscutata Catling
- Habenaria mairei Schltr.
- Habenaria maitlandii Summerh.
- Habenaria malacophylla Rchb.f.
- Habenaria malaisseana Geerinck
- Habenaria malintana (Blanco) Merr.
- Habenaria malipoensis Q.Liu & W.L.Zhang
- Habenaria malleifera Hook.f.
- Habenaria mandersii Collett & Hemsl.
- Habenaria mannii Hook.f.
- Habenaria marginata Colebr.
- Habenaria mariae R.González & Cuevas-Figueroa
- Habenaria marquisensis F.Br.
- Habenaria massoniana King & Pantl.
- Habenaria matudae Salazar
- Habenaria mechowii Rchb.f.
- Habenaria mediocris Dressler
- Habenaria medioflexa Turrill
- Habenaria medusa Kraenzl.
- Habenaria meeana Toscano
- Habenaria megapotamensis Hoehne
- Habenaria mello-barretoi Brade & Pabst
- Habenaria melvillei Ridl.
- Habenaria mesodactyla Griseb.
- Habenaria mesophylla Kraenzl.
- Habenaria micheliana R.González & Cuevas-Figueroa
- Habenaria micholitziana Kraenzl. & Schltr.
- Habenaria microceras Hook.f.
- Habenaria microsaccus Kraenzl.
- Habenaria microstylina Rchb.f.
- Habenaria mientienensis Tang & F.T.Wang
- Habenaria millei Schltr.
- Habenaria minima R.González & Cuev.-Fig.
- Habenaria minuta J.A.N.Bat. & Bianch.
- Habenaria mira Summerh.
- Habenaria mirabilis Rolfe
- Habenaria mitodes Garay & W.Kittr.
- Habenaria modestissima Rchb.f.
- Habenaria monadenioides Schltr.
- Habenaria monogyne Schltr.
- Habenaria monorrhiza (Sw.) Rchb.f.
- Habenaria montevidensis Spreng.
- Habenaria montis-wilhelminae Renz
- Habenaria montolivaea Kraenzl. ex Engl.
- Habenaria mosambicensis Schltr.
- Habenaria mossii (G.Will.) J.C.Manning
- Habenaria multicaudata Sedgw.
- Habenaria multipartita Blume ex Kraenzl.
- Habenaria muricata (Schauer) Rchb.f.
- Habenaria myodes Summerh.
- Habenaria myriotricha Gagnep.
- Habenaria mystacina Lindl.
- Habenaria nalbesiensis J.J.Sm.
- Habenaria nasuta Rchb.f. & Warm.
- Habenaria nautiloides H.Perrier
- Habenaria ndiana Rendle
- Habenaria nematocerata Tang & F.T.Wang
- Habenaria nemorosa Barb.Rodr.
- Habenaria nicholsonii Rolfe
- Habenaria nicobarica Murugan, Alappatt, S.Prabhu & Arisdason
- Habenaria nigerica Summerh.
- Habenaria nigrescens Summerh.
- Habenaria nilssonii Foldats
- Habenaria njamnjamica Kraenzl.
- Habenaria nogeirana R.González & Cuev.-Fig.
- Habenaria norae R.González & Cuev.-Fig.
- Habenaria notabilis Schltr.
- Habenaria novae-hiberniae Schltr.
- Habenaria novaesii Edwall & Hoehne
- Habenaria novemfida Lindl.
- Habenaria nuda Lindl.
- Habenaria nyikana Rchb.f.
- Habenaria nyikensis G.Will.
- Habenaria obovata Summerh.
- Habenaria obtusa Lindl.
- Habenaria ocadiziana J.M.Peinado-A.
- Habenaria occidentalis (Lindl.) Summerh.
- Habenaria occlusa Summerh.
- Habenaria ochroleuca R.Br.
- Habenaria odorata Schltr.
- Habenaria oerstedii Rchb.f.
- Habenaria ofeliae R.González & Cuev.-Fig.
- Habenaria omissa J.A.N.Bat. & Bianch.
- Habenaria orchiocalcar Hoehne
- Habenaria oreophila Greenm.
- Habenaria orthocentron P.J.Cribb
- Habenaria ortiziana R.González
- Habenaria osmastonii Karthig., Maina, Sumathi, Jayanthi & Jalal
- Habenaria ospinae Szlach. & Kolan.
- Habenaria pabstii J.A.N.Bat. & Bianch.
- Habenaria paivaeana Rchb.f.
- Habenaria pallideviridis Seidenf. ex K.M.Matthew
- Habenaria palpensis Raskoti
- Habenaria panigrahiana S.Misra
- Habenaria pansarinii J.A.N.Bat. & Bianch.
- Habenaria pantlingiana Kraenzl.
- Habenaria papyracea Schltr.
- Habenaria paradiseoides J.J.Sm.
- Habenaria paranaensis Barb.Rodr.
- Habenaria parva (Summerh.) Summerh.
- Habenaria parvicalcarata C.Schweinf.
- Habenaria parvidens Lindl.
- Habenaria parviflora Lindl.
- Habenaria parvipetala J.J.Sm.
- Habenaria pasmithii G.Will.
- Habenaria patentiloba Ames
- Habenaria paucipartita J.J.Sm.
- Habenaria paulensis Porsch
- Habenaria paulistana J.A.N.Bat. & Bianch.
- Habenaria pauper Summerh.
- Habenaria paxamorque Léotard & Galliffet
- Habenaria pectinata D.Don
- Habenaria pentadactyla Lindl.
- Habenaria perbella Rchb.f.
- Habenaria perezii R.González & Cuev.-Fig.
- Habenaria peristyloides A.Rich.
- Habenaria periyarensis Sasidh., K.P.Rajesh & Augustine
- Habenaria perpulchra Kraenzl.
- Habenaria perrottetiana A.Rich.
- Habenaria petalodes Lindl.
- Habenaria petelotii Gagnep.
- Habenaria petitiana (A.Rich.) T.Durand & Schinz
- Habenaria petraea Renz & Grosvenor
- Habenaria petrogeiton Schltr.
- Habenaria petromedusa Webb
- Habenaria phantasma la Croix
- Habenaria phylacocheira Summerh.
- Habenaria physuriformis Kraenzl.
- Habenaria pilosa Schltr.
- Habenaria pinnatipartita J.J.Sm.
- Habenaria pinzonii R.González & Cuevas-Figueroa
- Habenaria piraquarensis Hoehne
- Habenaria plantaginea Lindl.
- Habenaria platanthera Rchb.f.
- Habenaria platantheroides Schltr.
- Habenaria platyanthera Rchb.f.
- Habenaria plectromaniaca Rchb.f. & S.Moore
- Habenaria pleiophylla Hoehne & Schltr.
- Habenaria plurifoliata Tang & F.T.Wang
- Habenaria poilanei Gagnep.
- Habenaria polycarpa Hoehne
- Habenaria polygonoides Schltr.
- Habenaria polyodon Hook.f.
- Habenaria polyrhiza Schltr.
- Habenaria polyschista Schltr.
- Habenaria polytricha Rolfe
- Habenaria porphyricola Schltr.
- Habenaria praealta (Thouars) Spreng.
- Habenaria praecox Lavarack & A.W.Dockrill
- Habenaria praestans Rendle
- Habenaria praetermissa Seidenf.
- Habenaria pratensis (Lindl.) Rchb.f.
- Habenaria prazeri King & Pantl.
- Habenaria pringlei B.L.Rob.
- Habenaria prionocraspedon Summerh.
- Habenaria procera (Afzel. ex Sw.) Lindl.
- Habenaria propinquior Rchb.f.
- Habenaria protusorostrata R.González & Cuev.-Fig.
- Habenaria psammophila J.A.N.Bat., Bianch. & B.M.Carvalho
- Habenaria pseudocaldensis Kraenzl.
- Habenaria pseudociliosa Schelpe ex J.C.Manning
- Habenaria pseudoculicina J.A.N.Bat. & B.M.Carvalho
- Habenaria pseudofilifera R.González & Cuev.-Fig.
- Habenaria pseudoglaucophylla J.A.N.Bat., R.C.Mota & N.Abreu
- Habenaria pseudohamata Toscano
- Habenaria pseudoplatycoryne (Szlach. & Olszewski) ined.
- Habenaria pseudorostellifera Kolan., Szlach. & Kras
- Habenaria pterocarpa Thwaites
- Habenaria pubescens Lindl.
- Habenaria pubidactyla J.A.N.Bat. & Bianch.
- Habenaria pubidens P.J.Cribb
- Habenaria pubipetala Summerh.
- Habenaria pumila Poepp.
- Habenaria pumiloides C.Schweinf.
- Habenaria pungens Cogn. ex Kuntze
- Habenaria pycnostachya Barb.Rodr.
- Habenaria pygmaea C.Schweinf. & R.E.Schult.
- Habenaria quadrata Lindl.
- Habenaria quadriferricola J.A.N.Bat. & B.M.Carvalho
- Habenaria quadrifolia Frapp. ex Cordem.
- Habenaria quartiniana A.Rich.
- Habenaria quartzicola Schltr.
- Habenaria quinquecarinata R.González & Cuev.-Fig.
- Habenaria quinqueseta (Michx.) Eaton
- Habenaria ramayyana Ram.Chary & J.J.Wood
- Habenaria rangatensis M.C.Naik & K.Prasad
- Habenaria rariflora A.Rich.
- Habenaria rautaneniana Kraenzl.
- Habenaria rechingeri Renz
- Habenaria reflexa Blume
- Habenaria reflexicalcar J.A.N.Bat. & B.M.Carvalho
- Habenaria regnellii Cogn.
- Habenaria reniformis (D.Don) Hook.f.
- Habenaria renziana Szlach. & Olszewski
- Habenaria repens Nutt.
- Habenaria retinervis Summerh.
- Habenaria retroflexa F.Muell. & Kraenzl.
- Habenaria rhodocheila Hance
- Habenaria rhopalostigma Rolfe ex Kraenzl.
- Habenaria rhynchocarpa (Thwaites) Trimen
- Habenaria richardiana Wight
- Habenaria richardii Cordem.
- Habenaria richardsiae Summerh.
- Habenaria ridleyana Kraenzl.
- Habenaria riparia Renz & Grosvenor
- Habenaria rivae Kraenzl.
- Habenaria robbrechtiana Geerinck & Schaijes
- Habenaria robinsonii Ames
- Habenaria robusta Welw. ex Rchb.f.
- Habenaria robustior (Wight) Hook.f.
- Habenaria rodeiensis Barb.Rodr.
- Habenaria rodgeri W.W.Sm. & Banerji
- Habenaria rodriguesii Cogn.
- Habenaria roemeriana T.Durand & Schinz
- Habenaria rolfeana Schltr.
- Habenaria roraimensis Rolfe
- Habenaria rosilloana R.González
- Habenaria rostellifera Rchb.f.
- Habenaria rostrata Wall. ex Lindl.
- Habenaria rosulata Ames
- Habenaria rosulifolia Espejo & López-Ferr.
- Habenaria rotundiloba Pabst
- Habenaria roxburghii Nicolson
- Habenaria ruizii R.González
- Habenaria rumphii (Brongn.) Lindl.
- Habenaria rupestris Poepp. & Endl.
- Habenaria rupicola Barb.Rodr.
- Habenaria rzedowskiana R.González
- Habenaria rzedowskii R.González
- Habenaria sagittifera Rchb.f.
- Habenaria sahyadrica K.M.P.Kumar, Nirmesh, V.B.Sreek. & Kumar
- Habenaria salaccensis Blume
- Habenaria samoensis F.Muell. & Kraenzl.
- Habenaria sampaioana Schltr.
- Habenaria sandiegoensis Raskoti
- Habenaria sanfordiana Szlach. & Olszewski
- Habenaria santanae R.González & Cuev.-Fig.
- Habenaria santensis Barb.Rodr.
- Habenaria saprophytica Bosser & P.J.Cribb
- Habenaria sartor Lindl.
- Habenaria sastrei Szlach. & Kolan.
- Habenaria sceptrophora Garay
- Habenaria schaffneri S.Watson
- Habenaria schaijesii Geerinck
- Habenaria schenckii Cogn.
- Habenaria schimperiana Hochst. ex A.Rich.
- Habenaria schindleri Schltr.
- Habenaria schomburgkii Lindl.
- Habenaria schultzei Schltr.
- Habenaria sebastianensis R.González & Cuev.-Fig.
- Habenaria secunda Lindl.
- Habenaria secundiflora Barb.Rodr.
- Habenaria setacea Lindl.
- Habenaria seticauda Lindl.
- Habenaria setifolia Carr
- Habenaria shweliensis W.W.Sm. & Banerji
- Habenaria siamensis Schltr.
- Habenaria sigillum Thouars
- Habenaria silvatica Schltr.
- Habenaria simillima Rchb.f.
- Habenaria simplex Kraenzl.
- Habenaria singapurensis Ridl.
- Habenaria singularis Summerh.
- Habenaria smithii Schltr.
- Habenaria snowdenii Summerh.
- Habenaria sobraliana J.A.N.Bat., Vale & Menini
- Habenaria sochensis Rchb.f.
- Habenaria socialis Fawc. & Rendle
- Habenaria socorroae R.González & Cuevas-Figueroa
- Habenaria socotrana Balf.f.
- Habenaria spanophytica J.A.N.Bat. & Bianch.
- Habenaria spathiphylla J.J.Sm.
- Habenaria spathulifera Cogn.
- Habenaria spatulifolia C.S.P.Parish & Rchb.f.
- Habenaria speciosa Poepp. & Endl.
- Habenaria spencei Blatt. & McCann
- Habenaria spiraloides Cordem.
- Habenaria spithamaea Schltr.
- Habenaria splendens Rendle
- Habenaria splendentior Summerh.
- Habenaria sprucei Cogn.
- Habenaria st-simonenis Hoehne
- Habenaria stanislawii (Kras & Szlach.) J.M.H.Shaw
- Habenaria stenoceras Summerh.
- Habenaria stenochila Lindl.
- Habenaria stenopetala Lindl.
- Habenaria stenophylla Summerh.
- Habenaria stenorhynchos Schltr.
- Habenaria stolzii Schltr.
- Habenaria strangulans Summerh.
- Habenaria strictissima Rchb.f.
- Habenaria stylites Rchb.f. & S.Moore
- Habenaria suaveolens Dalzell
- Habenaria subaequalis Summerh.
- Habenaria subandina Schltr.
- Habenaria subarmata Rchb.f.
- Habenaria subauriculata B.L.Rob. & Greenm.
- Habenaria subfiliformis Cogn.
- Habenaria subviridis Hoehne & Schltr.
- Habenaria superflua Rchb.f.
- Habenaria supervacanea Rchb.f.
- Habenaria supplicans Summerh.
- Habenaria sylvicultrix Lindl. ex Kraenzl.
- Habenaria szechuanica Schltr.
- Habenaria szlachetkoana R.González & Cuev.-Fig.
- Habenaria taeniodema Summerh.
- Habenaria tahitensis Nadeaud
- Habenaria talaensis R.González & Cuev.-Fig.
- Habenaria tamanduensis Schltr.
- Habenaria tamazulensis R.González & Cuev.-Fig.
- Habenaria tanzaniyana J.M.H.Shaw
- Habenaria taubertiana Cogn.
- Habenaria tentaculigera Rchb.f.
- Habenaria tequilana R.González & Cuev.-Fig.
- Habenaria teresae R.González & Cuev.-Fig.
- Habenaria ternatea Rchb.f.
- Habenaria tetraceras Summerh.
- Habenaria tetranema Schltr.
- Habenaria theodori Schltr.
- Habenaria thomana Rchb.f.
- Habenaria thomsonii Rchb.f.
- Habenaria tianae P.J.Cribb & D.L.Roberts
- Habenaria tibetica Schltr.
- Habenaria tisserantii Szlach. & Olszewski
- Habenaria tomentella Rchb.f.
- Habenaria tonkinensis Seidenf.
- Habenaria torricellensis Schltr.
- Habenaria tortilis P.J.Cribb
- Habenaria tosariensis J.J.Sm.
- Habenaria trachypetala Kraenzl.
- Habenaria transvaalensis Schltr.
- Habenaria trichaete Schltr.
- Habenaria trichoceras Barb.Rodr.
- Habenaria trichoglossa Renz
- Habenaria trichosantha Lindl.
- Habenaria tricruris (A.Rich.) Rchb.f.
- Habenaria tridactylites Lindl.
- Habenaria tridens Lindl.
- Habenaria trifida Kunth
- Habenaria trifurcata Hook.f.
- Habenaria trilobulata Schltr.
- Habenaria triphylla D.Subram.
- Habenaria triquetra Rolfe
- Habenaria tropophila H.Perrier
- Habenaria truncata Lindl.
- Habenaria tsaiana T.P.Lin
- Habenaria tsaratananensis H.Perrier
- Habenaria tubifolia la Croix & P.J.Cribb
- Habenaria tuerckheimii Schltr.
- Habenaria tweedieae Summerh.
- Habenaria tysonii Bolus
- Habenaria ugandensis Summerh.
- Habenaria uhehensis Schltr.
- Habenaria ulei Cogn.
- Habenaria uliginosa Rchb.f.
- Habenaria umbraticola Barb.Rodr.
- Habenaria uncata R.Jiménez, L.Sánchez & García-Cruz
- Habenaria uncatiloba C.Schweinf.
- Habenaria uncicalcar Summerh.
- Habenaria uncinata Szlach. & Olszewski
- Habenaria undatifolia Ormerod & Juswara
- Habenaria undulata Frapp. ex Cordem.
- Habenaria unellezii Foldats
- Habenaria unguilabris B.R.Adams
- Habenaria unifoliata Summerh.
- Habenaria urbaniana Cogn.
- Habenaria vaginata A.Rich.
- Habenaria vandenbergheniana Geerinck
- Habenaria vanoverberghii Ames
- Habenaria variabilis Ridl.
- Habenaria variegata Cuev.-Fig.
- Habenaria vasquezii Dodson
- Habenaria vatia D.L.Jones
- Habenaria velutina Summerh.
- Habenaria ventricosa Frapp. ex Cordem.
- Habenaria verdickii (De Wild.) Schltr.
- Habenaria vermeuleniana Geerinck & Schaijes
- Habenaria vesiculosa A.Rich.
- Habenaria vidua C.S.P.Parish & Rchb.f.
- Habenaria villosa Rolfe
- Habenaria virens A.Rich. & Galeotti
- Habenaria viridiflora (Rottler ex Sw.) R.Br. ex Spreng.
- Habenaria vollesenii S.Thomas & P.J.Cribb
- Habenaria walleri Rchb.f.
- Habenaria wallichii (Kolan., Kras & Szlach.) J.M.H.Shaw
- Habenaria wangii Ormerod
- Habenaria warburgana Kraenzl.
- Habenaria warmingii Rchb.f. & Warm.
- Habenaria warszewiczii Schltr.
- Habenaria weberiana Schltr.
- Habenaria weileriana Schltr.
- Habenaria welwitschii Rchb.f.
- Habenaria wercklei Schltr.
- Habenaria williamsii Schltr.
- Habenaria wolongensis K.Y.Lang
- Habenaria woodii Schltr.
- Habenaria xanthantha F.Muell.
- Habenaria xanthochlora Schltr.
- Habenaria xochitliae R.González
- Habenaria yezoensis H.Hara
- Habenaria yomensis Gage
- Habenaria yookuaaensis Mejía-Marín, Espejo, López-Ferr. & R.Jiménez
- Habenaria yueana Tang & F.T.Wang
- Habenaria yungasensis Schltr.
- Habenaria zambesina Rchb.f.
- Habenaria zamudioana R.González
- Habenaria zapopana R.González & Cuev.-Fig.
- Habenaria zollingeri Rchb.f.